# Ahmed, príncep de l'Alhambra
Ahmed, príncep de l'Alhambra (en basc, Ahmed, Alhambrako printzea) és una pel·lícula d'animació espanyola dirigida pel director basc Juan Bautista Berasategi el 1998, i basada en els Contes de l'Alhambra de Washington Irving, posant més accent en les històries d'amor que no pas en la dimensió filosòfica. Ha estat doblada al català i emesa per Canal 9 el 4 de març del 2000, i per TV3 el 31 de desembre de 2001.

## Argument
Ahmed va créixer en un entorn encantador del palau més bonic del món, l'Alhambra de Granada. Seguit de prop pel seu preceptor Eben Bonabben, ja és un autèntic erudit que també sap parlar amb els ocells. No hi falta res, excepte l'amor. El que no sap és que els astròlegs han predit el dia del seu naixement que es produirien grans desastres si s'enamorava un dia, i per això també viu reclòs. Inevitablement seduït un dia, abandona Granada i va a la recerca de la seva xicota. Arribat a Navarra i es veu obligat a defensar-se, a prendre una arma, cosa que no havia fet mai abans.

## Veus en castellà
- Iñigo Fuignau: Ahmed[2]
- Miren Aranburu: Ahmed infant
- Xeba Díez: Eben Bonabben
- Eduardo Gorriño: Yusuf
- Txema Moscoso: Halcón
- Peio Artetxe: Buho

## Nominacions i premis
Fou nominada al Goya a la millor pel·lícula d'animació als XIII Premis Goya.